# Anders Walter
Anders Walter, né le 5 février 1978 à Aarhus est un réalisateur danois.

## Biographie
Anders Walter se fait d'abord remarquer par le court-métrage 9-meter qui est préselectionné en 2012 par l'académie des Oscars. En 2014, il reçoit l'Oscar du meilleur court métrage en prises de vues réelles pour  Hélium. En 2017, il réalise le film Chasseuse de géants. Son prochain projet, annoncé en 2019, est la réalisation de la série adaptée de La quête de l'oiseau du temps.